# Haploclastus cervinus
Haploclastus cervinus är en spindelart som beskrevs av Simon 1892. Haploclastus cervinus ingår i släktet Haploclastus och familjen fågelspindlar. Inga underarter finns listade i Catalogue of Life.